# Bembidion
Genre
Bembidion est un genre d'insectes coléoptères prédateurs de la famille des carabidés, dont les adultes ont pour proies principalement des pucerons, des diptères et des larves de coléoptères sur les grandes cultures et les cultures légumières.

## Espèces rencontrées en Europe
Selon Fauna Europaea (2 janvier 2023) :
- Bembidion crassicorne Putzeys, 1872
- Bembidion humerale Sturm, 1825
- Bembidion quadrimaculatum (Linnaeus, 1761)
- Bembidion quadripustulatum Audinet-Serville, 1821